# Liste der Kulturdenkmale in Karlsruhe-Rintheim

Wappen von Rintheim

In der Liste der Kulturdenkmale in Karlsruhe-Rintheim werden alle unbeweglichen Bau- und Kunstdenkmale in Rintheim aufgelistet, die in der städtischen „Datenbank der Kulturdenkmale“ geführt sind. 
Diese Liste ist nicht rechtsverbindlich. Eine rechtsverbindliche Auskunft ist lediglich auf Anfrage bei der Unteren Denkmalschutzbehörde der Stadt Karlsruhe erhältlich.

## Rintheim
| Bild           | Bezeichnung                            | Lage                                       | Datierung | Beschreibung | ID |
| -------------- | -------------------------------------- | ------------------------------------------ | --------- | --- | -- |
| Weitere Bilder | Wohnhaus                               | Ernststraße 6                              | um 1910   | Wohnhaus, um 1910; Fassade in Bruchstein-Mauerwerk und Fachwerk; Fenster im Obergeschoss mit erhaltenen Lambrequins Geschützt nach § 2 DSchG |    |
| Weitere Bilder | Katholische Kirche St. Martin          | Mannheimer Straße 1                        | 1957      | römisch-katholische Kirche St. Martin, 1957–1959 nach Plänen von Oberbaurat Hans Rolli vom Erzbischöflichen Bauamt in Heidelberg, Farbverglasungen von Otto Stolzer Geschützt nach § 2 DSchG |    |
| Weitere Bilder | Evangelische Kirche „Zum Guten Hirten“ | Rintheimer Hauptstraße 79                  | 1954      | Ursprungsbau von 1871 im Zweiten Weltkrieg schwer beschädigt und 1954 verändert wiederaufgebaut Geschützt nach § 2 DSchG |    |
| Weitere Bilder | Mackensen-Kaserne (Sachgesamtheit)     | Rintheimer Querallee 2 (Flurstück 22808/3) | 1936–1938 | 1936–1938 erbaut als Kaserne der Deutschen Wehrmacht; von 1946 bis 1963 US-amerikanische Kaserne „Phillips Barracks“; anschließend von der Bundeswehr genutzt, heute auch Standort des Karlsruher Instituts für Technologie zugehörige Gebäude: Stabsgebäude (Nr. 2), vier Mannschaftsgebäude (Nr. 1, 3, 4, 16), Offizierskasino (Nr. 13), US-amerikanische Kapelle (Nr. 20), Gefallenendenkmal der Bundeswehr, teilweise massive Einfriedung an der Rintheimer Querallee Geschützt nach § 2 DSchG |    |